# العلاقات اليونانية النيوزيلندية
العلاقات اليونانية النيوزيلندية هي العلاقات الثنائية التي تجمع بين اليونان ونيوزيلندا.

## مقارنة بين البلدين
هذه مقارنة عامة ومرجعية للدولتين:
| وجه المقارنة                                              | اليونان                                                                             | نيوزيلندا                                              |
| --------------------------------------------------------- | ----------------------------------------------------------------------------------- | ------------------------------------------------------ |
| المساحة (كم2)                                             | 131.96 ألف                                                                          | 268.02 ألف                                             |
| عدد السكان (نسمة)                                         | 10.76 مليون                                                                         | 4.24 مليون                                             |
| الكثافة السكانية (ن./كم²)                                 | 81.54                                                                               | 15.82                                                  |
| العاصمة                                                   | أثينا، نافبليو                                                                      | ويلينغتون، أوكلاند                                     |
| اللغة الرسمية                                             | لغة يونانية، اليونانية الديموطيقية ‏                                                 | لغة إنجليزية، اللغة الماورية، لغة الإشارة النيوزيلندية |
| العملة                                                    | يورو، دراخما، فينيكس يوناني ‏                                                        | دولار نيوزيلندي، الجنيه النيوزيلندي                    |
| الناتج المحلي الإجمالي (بليون دولار)                      | 200.29 مليار                                                                        | 205.85 مليار                                           |
| الناتج المحلي الإجمالي (تعادل القوة الشرائية) بليون دولار | 285.45 مليار                                                                        |                                                        |
| الناتج المحلي الإجمالي الاسمي للفرد دولار أمريكي          | 18.00 ألف                                                                           |                                                        |
| الناتج المحلي الإجمالي للفرد دولار أمريكي                 | 26.85 ألف                                                                           |                                                        |
| مؤشر التنمية البشرية                                      | 0.865                                                                               | 0.914                                                  |
| رمز المكالمات الدولي                                      | +30                                                                                 | +64                                                    |
| رمز الإنترنت                                              | .gr                                                                                 | .nz                                                    |
| المنطقة الزمنية                                           | توقيت شرق أوروبا، ت ع م+02:00، ت ع م+03:00، توقيت شرق أوروبا الصيفي ‏، أوروبا/أثينا ‏ | ت ع م+13:00، ت ع م+12:00                               |

## مدن متوأمة
في ما يلي قائمة باتفاقيات التوأمة بين مدن يونانية ونيوزيلندية:
- ترتبط خانية مع Wellington City  [لغات أخرى]‏ باتفاقية توأمة.

## منظمات دولية مشتركة
يشترك البلدان في عضوية مجموعة من المنظمات الدولية، منها:
| علم المنظمة | اسم المنظمة                               | تاريخ انضمام اليونان | تاريخ انضمام نيوزيلندا |
| ----------- | ----------------------------------------- | -------------------- | ---------------------- |
|             | وكالة ضمان الاستثمار متعدد الأطراف        | 30 أغسطس 1993        | 22 أبريل 2008          |
|             | منظمة التعاون الاقتصادي والتنمية          | 30 سبتمبر 1961       | ?                      |
|             | الأمم المتحدة                             | 25 أكتوبر 1945       | 24 أكتوبر 1945         |
|             | الوكالة الدولية للطاقة                    | ?                    | ?                      |
|             | الفريق المعني برصد الأرض                  | ?                    | ?                      |
|             | منظمة حظر الأسلحة الكيميائية              | ?                    | ?                      |
|             | منظمة التجارة العالمية                    | 1995                 | ?                      |
|             | منظمة الشرطة الجنائية الدولية             | ?                    | ?                      |
|             | مؤسسة التنمية الدولية                     | 9 يناير 1962         | 1 أكتوبر 1974          |
|             | نظام تحكم تكنولوجيا القذائف               | 1992                 | 1991                   |
|             | يونسكو                                    | 4 نوفمبر 1946        | 4 نوفمبر 1946          |
|             | الاتحاد البريدي العالمي                   | ?                    | ?                      |
|             | البنك الدولي للإنشاء والتعمير             | 27 ديسمبر 1945       | 31 أغسطس 1961          |
|             | المنظمة الهيدروغرافية الدولية             | ?                    | ?                      |
|             | الاتحاد الدولي للاتصالات                  | 1866                 | 3 يونيو 1878           |
|             | مؤسسة التمويل الدولية                     | 26 سبتمبر 1957       | 31 أغسطس 1961          |
|             | المركز الدولي لتسوية المنازعات الاستشارية | 21 مايو 1969         | 2 مايو 1980            |
|             | مجموعة أستراليا                           | 1985                 | 1985                   |
|             | مجموعة الموردين النوويين                  | ?                    | ?                      |

## وصلات خارجية
- موقع وزارة الخارجية اليونانية
- موقع وزارة الخارجية النيوزيلندية